# 미국 남부사령부
미국 남부사령부(United States Southern Command (USSOUTHCOM))는 플로리다주 마이애미 도시권의 도랄에 본부를 둔 미국 국방부의 통합전투사령부이다. 카리브 전역에서 미국령과 영연방령을 빼고 중앙아메리카, 남아메리카 지역을 맡고 있지만, 아프리카, 중부사령부처럼 담당 전역 안에 본부를 두고 있지 않다.

## 역사
이 부대는 제2차 세계 대전이 발발하자, 미국은 자신의 영토를 지키기 위해 설립했던 전시 향토방위사령부 중에서 카리브 방위사령부가 시초이다. 추축국 외에도 전쟁을 틈타 미국에 적대적인 조직에게서 파나마 운하 지역을 방호하는 지역방위와 대잠, 방첩, 라틴 아메리카 국가들과의 훈련 임무를 수행하였다.
제2차 세계 대전의 종전 이후, 동원해제되고도 알래스카 지부와 함께 조직이 해산되지 않고 유지되었다. 1946년 설립된 합동참모본부는 곧바로 "통합사령부 계획"(UCP)을 구상하였고, 이듬해 1947년 11월 1일, 카리브 방위사령부는 방위 표제어를 뺀 카리브 사령부로 재조직됨에 함께 중앙아메리카와 남아메리카까지 작전지역이 확장되었다.
1961년에 들어선 존 F. 케네디 행정부는 카리브에는 개입하지 않는 담당 지역과 이름이 일치하지 않는 점을 지적하자, 국방부는 1963년 6월 11일에 이름을 미국 남부사령부로 수정하고, 4성 장군 직위로 올렸다.
1965년 도미니카 내전에 개입해 제18공수군단, 제82공수사단, 제7특전단을 이끌고 4월 24부터 9월 3일까지 "파워팩 작전"을 집행하였다.
1986년 12월 4일, 남부 육군이 남부사령부의 육군근무구성사령부(ASCC)로 지정되었다.
파나마의 국가 원수 오마르 토리요스와 미국의 대통령 지미 카터가 1977년에 체결한 토리요소-지미 조약에 따라 파나마 운하의 반환에 앞서 남부사령부를 포함한 파나마 주둔 미국군이 1990년부터 철수하기 시작하여 각지로 이사하였다. 남부사령부는 1997년 9월 26일 플로리다주 마이애미로 옮겨갔으며, 1999년에 철수를 끝냈다.

## 편성

### 현재

합동태스크포스
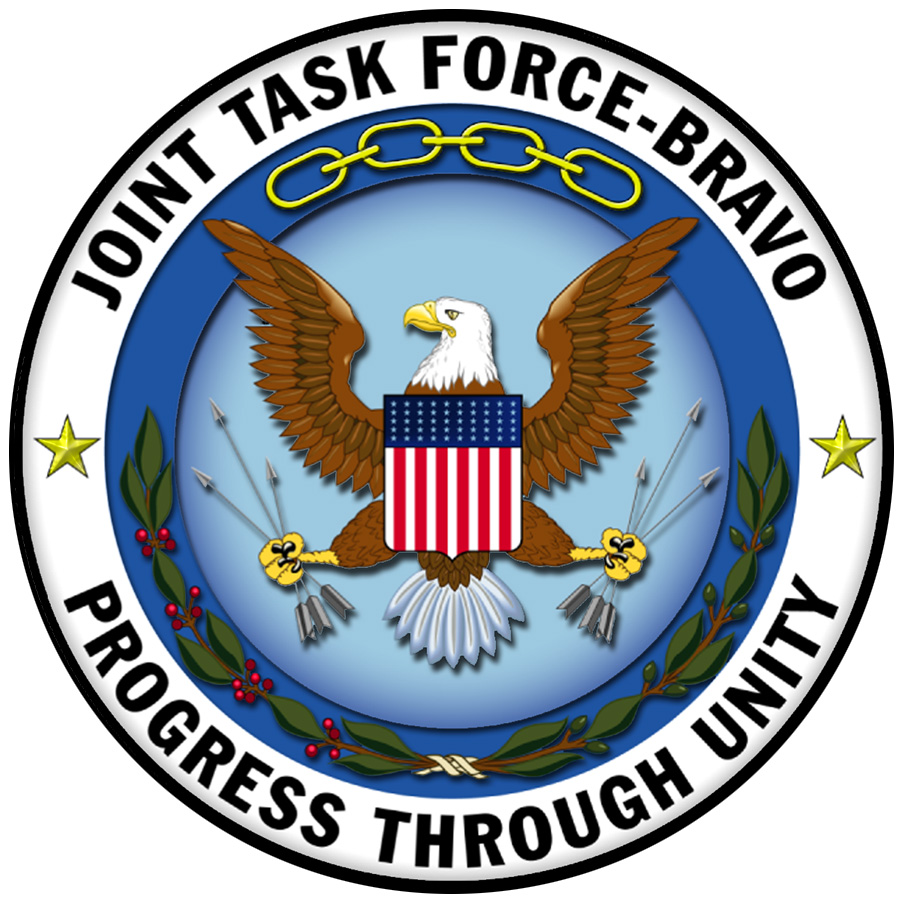
JTF 브라보 합동태스크포스 혼두라스 소토카노 공군기지
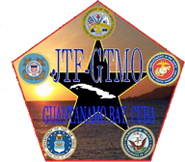
관타나모 합동태스크포스 쿠바 관타나모만 해군기지
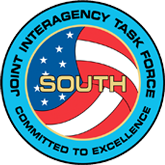
JIATF 사우스 플로리다주 키웨스트 해군항공기지

근무구성사령부
미국 남부 육군 (USARSO) 포트 샘 안토니오
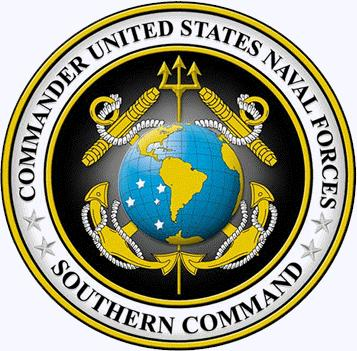
미국 해군 남부사령부 (NAVSO) 플로리다주 메이포트
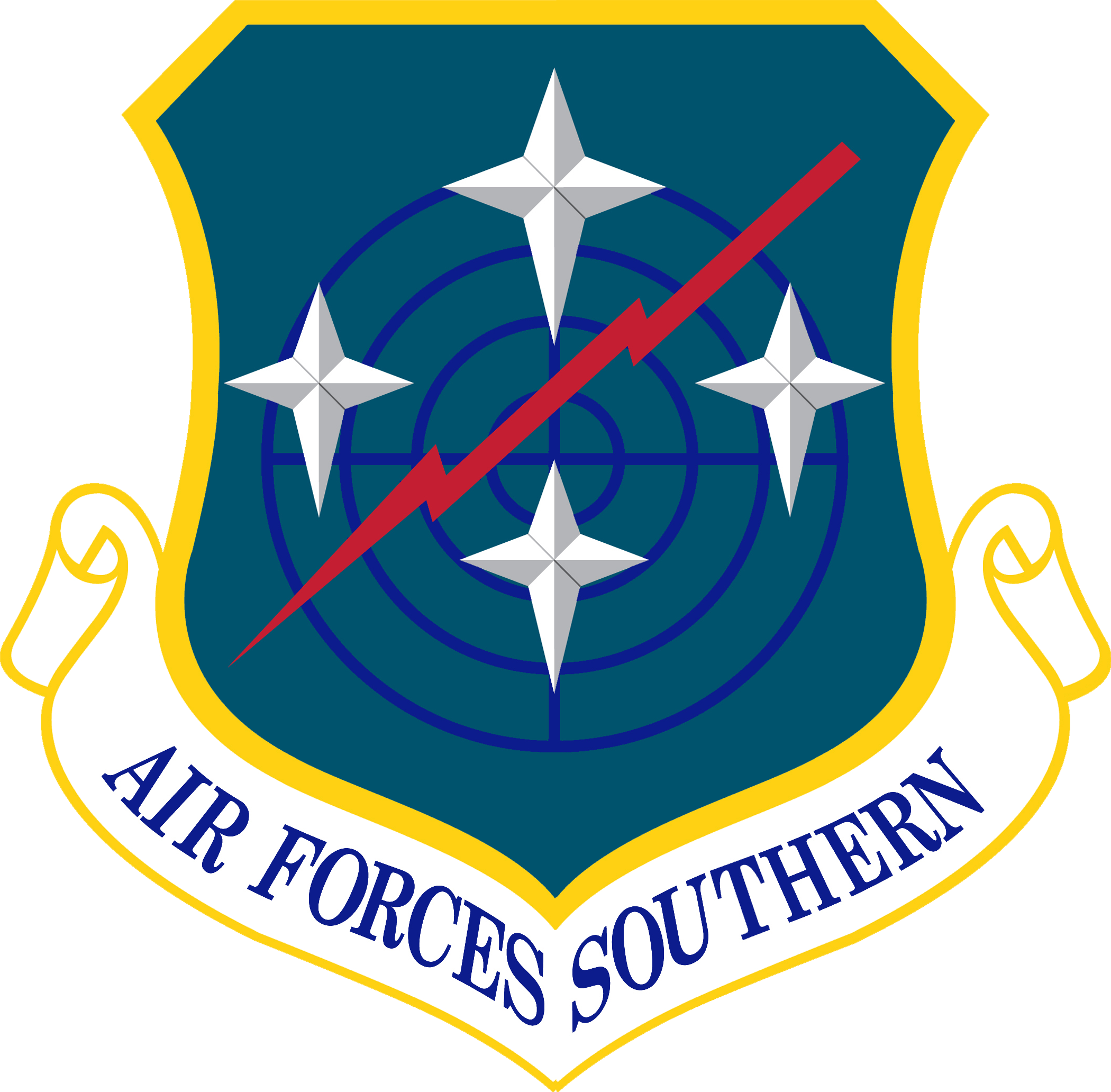
미국 남부 공군 (AFSOUTH) 애리조나주 투썬
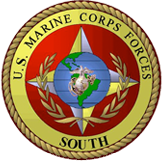
해병대 남부사령부 (MARFORSOUTH) 플로리다주 마이애미
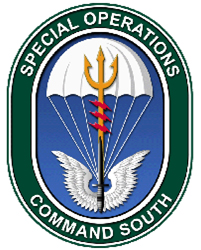
남부특수작전사령부 (SOCSOUTH) 플로리다주 홈스테드 공군예비군기지

- 합동태스크포스
- JTF 브라보 합동태스크포스
 혼두라스 소토카노 공군기지
- 관타나모 합동태스크포스
 쿠바 관타나모만 해군기지
- JIATF 사우스
 플로리다주 키웨스트 해군항공기지

### 카리브 방위사령부
1941년 5월 3일
- 푸에르토리코 영역
  - 푸에르토리코 지부
  - 바하마 기지사령부
  - 자메이카 기지사령부
  - 앤티가 기지사령부
- 파나마 영역
  - 파나마 운하 지부
- 트리니다드영역
  - 트리니다드 기지사령부
  - 세인트루시아 기지사령부
  - 영국령 기아나 기지사령부

1942년 3월 9일
- 제6공군
- 파나마 운하 지부
  - 기동대
  - 해안포병대
- 트리니다드 기지사령부
  - 주아루바-퀴라소 미군
  - 영국령 기아나 기지사령부
  - 주수리남 미군
  - 세인트루시아 기지사령부
- 푸에르토리코 지부
  - 기동대
  - 해안포병대
  - 자메이카 기지사령부
  - 안티구아 기지사령부
- 버뮤다 기지사령부
- 그린랜드 기지사령부
- 아이슬란드 기지사령부

## 역대 사령관
| #    | 사진 | 군종/계급   | 성명                                          | 취임일          | 이임일           | 참고 |
| ---- | ---- | ----------- | --------------------------------------------- | --------------- | ---------------- | ---- |
| 1    |      | 육군 대장   | Andrew P. O’Meara 앤드류 P. 오메라            | 1963년 6월      | 1965년 2월       |      |
| 2    |      | 육군 대장   | Robert W. Porter Jr. 로버트 W. 포터 Jr.       | 1965년 2월      | 1969년 2월       |      |
| 3    |      | 육군 대장   | George R. Mather 조지 R. 마더                 | 1969년 2월      | 1971년 9월       |      |
| 4    |      | 육군 대장   | George V. Underwood Jr. 조지 V. 언더우드 Jr.  | 1971년 9월      | 1973년 1월       |      |
| 5    |      | 육군 대장   | William B. Rosson 윌리엄 B. 로슨              | 1973년 1월      | 1975년 7월       |      |
| 6    |      | 육군 중장   | Dennis P. McAuliffe 데니스 P. 매컬리피        | 1975년 7월      | 1979년 9월       |      |
| 7    |      | 육군 중장   | Wallace H. Nutting 월레스 H. 너팅             | 1979년 10월     | 1983년 5월       |      |
| 8    |      | 육군 대장   | Paul F. Gorman 폴 F. 고먼                     | 1983년 5월      | 1985년 3월       |      |
| 9    |      | 육군 대장   | John R. Galvin 존 갤빈                        | 1985년 3월      | 1987년 6월       |      |
| 10   |      | 육군 대장   | Frederick F. Woerner Jr. 프레데릭 F. 워너 Jr. | 1987년 6월      | 1989년 7월       |      |
| 11   |      | 육군 대장   | Maxwell R. Thurman 맥스웰 R. 서먼             | 1989년 9월      | 1990년 11월      |      |
| 12   |      | 육군 대장   | George A. Joulwan 조지 A. 졸완                | 1990년 11월     | 1993년 11월      |      |
| 13   |      | 육군 대장   | Barry R. McCaffrey 배리 R. 맥카프리           | 1994년 2월      | 1996년 2월       |      |
| 14   |      | 육군 대장   | Wesley K. Clark 웨슬리 K. 클라크              | 1996년 7월      | 1997년 7월       |      |
| 15   |      | 해병대 대장 | Charles E. Wilhelm 찰스 E. 빌헬름             | 1997년 9월 25일 | 2000년 9월 8일   |      |
| 16   |      | 육군 대장   | Peter Pace 피터 페이스                        | 2000년 9월 8일  | 2001년 9월 30일  |      |
| 대리 |      | 육군 소장   | Gary D. Speer 게리 D. 스피어                  | 2001년 10월 1일 | 2002년 8월 18일  |      |
| 17   |      | 육군 대장   | James T. Hill 제임스 T. 힐                    | 2002년 8월 18일 | 2002년 10월 24일 |      |

| # | 사진 | 군종/계급   | 성명                                      | 취임일           | 이임일           | 참고  |
| - | ---- | ----------- | ----------------------------------------- | ---------------- | ---------------- | ----- |
| 1 |      | 육군 대장   | James T. Hill 제임스 T. 힐                | 2002년 10월 24일 | 2004년 11월 9일  |       |
| 2 |      | 육군 대장   | Bantz J. Craddock 밴츠 J. 크래독          | 2004년 11월 9일  | 2006년 10월 19일 |       |
| 3 |      | 해군 제독   | James G. Stavridis 제임스 G. 스타브리디스 | 2006년 10월 19일 | 2009년 6월 25일  |       |
| 4 |      | 공군 대장   | Douglas M. Fraser 더글라스 M. 프레이저    | 2009년 6월 25일  | 2012년 11월 19일 |       |
| 5 |      | 해병대 대장 | John F. Kelly 존 F. 켈리                  | 2012년 11월 19일 | 2016년 1월 14일  |       |
| 6 |      | 해군 제독   | Kurt W. Tidd 커트 W. 티드                 | 2016년 1월 14일  | 2018년 11월 26일 | [ 3 ] |
| 7 |      | 해군 제독   | Craig S. Faller 크레이크 S. 팰러          | 2018년 11월 26일 | 임기중           |       |

## 계보
- 1941년 11월 1일, Caribbean Defense Command
→카리브 방위사령부
- 1947년 11월 1일, United States Caribbean Command (CARIBCOM)
→미국 카리브 사령부
- 1963년 6월 11일, United States Southern Command (USSOUTHCOM)
→미국 남부사령부

## 참고

### 인용
1. ↑  Conn, Stetson; Engelman, Rose C.; Fairchild, Byron (2000). 〈CHAPTER XIII Out From the Canal Zone〉. 《Guarding the United States and its Outposts》. United States Army in World War II (영어). Washington, D.C.: Center of Military History. 2019년 12월 28일에 확인함.
2. ↑  〈CHAPTER II: THE INCEPTION AND MISSION OF THE ARMY GROUND FORCES〉. 《No. 2: A Short History of the Army Ground Forces》. AGF Study (영어). 1946. 2020년 1월 21일에 확인함.
3. ↑  Jim Garamone (2018년 11월 26일). “Mattis Oversees Southcom Command Change” (영어). Defense.gov. 2019년 3월 15일에 확인함.[깨진 링크(과거 내용 찾기)]

### 자료
- Cesar A. Vasquez (2016년 3월 25일). “A History of the United States Caribbean Defense Command (1941-1947)” (영어). Florida International University. 2019년 3월 2일에 확인함.
- “A Half-Century of Service SOUTHCOM” (PDF) (영어). 2022년 8월 7일에 원본 문서 (PDF)에서 보존된 문서. 2019년 3월 3일에 확인함.
- “Records of Joint Commands 349.7 Records of the Caribbean Command” (영어). National Archives. 2016년 8월 15일. 2018년 8월 18일에 원본 문서에서 보존된 문서. 2019년 3월 3일에 확인함.